# Mellböda
Mellböda är en by i Borgholms kommun, belägen i Böda socken på östra Öland utmed länsväg 136, söder om Böda och Kyrketorp. SCB definierade avgränsade och namnsatte 1990 småorten Mellböda och del av Böda i Borgholms kommun för byn och viss bebyggelse norr om byn. Mellböda, Böda hamn, Kyrketorp och Böda formar en radby med lite över 200 invånare. Vid 2020 års avgränsning hade bebyggelsen vuxit samman med Böda och blev en del av den tätorten.